# Unsere Liebe Frau (Untereberfing)

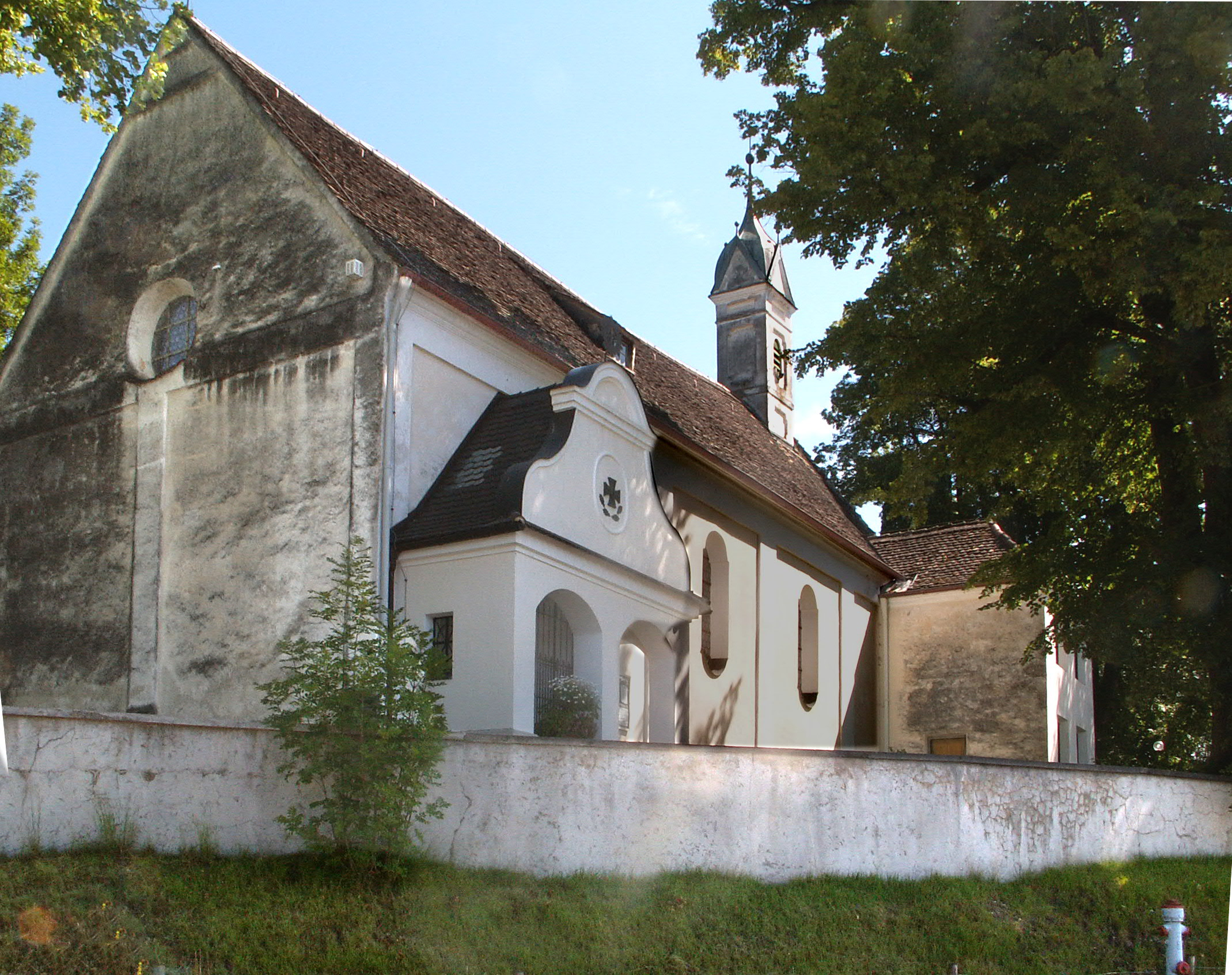
Unsere Liebe Frau in Untereberfing

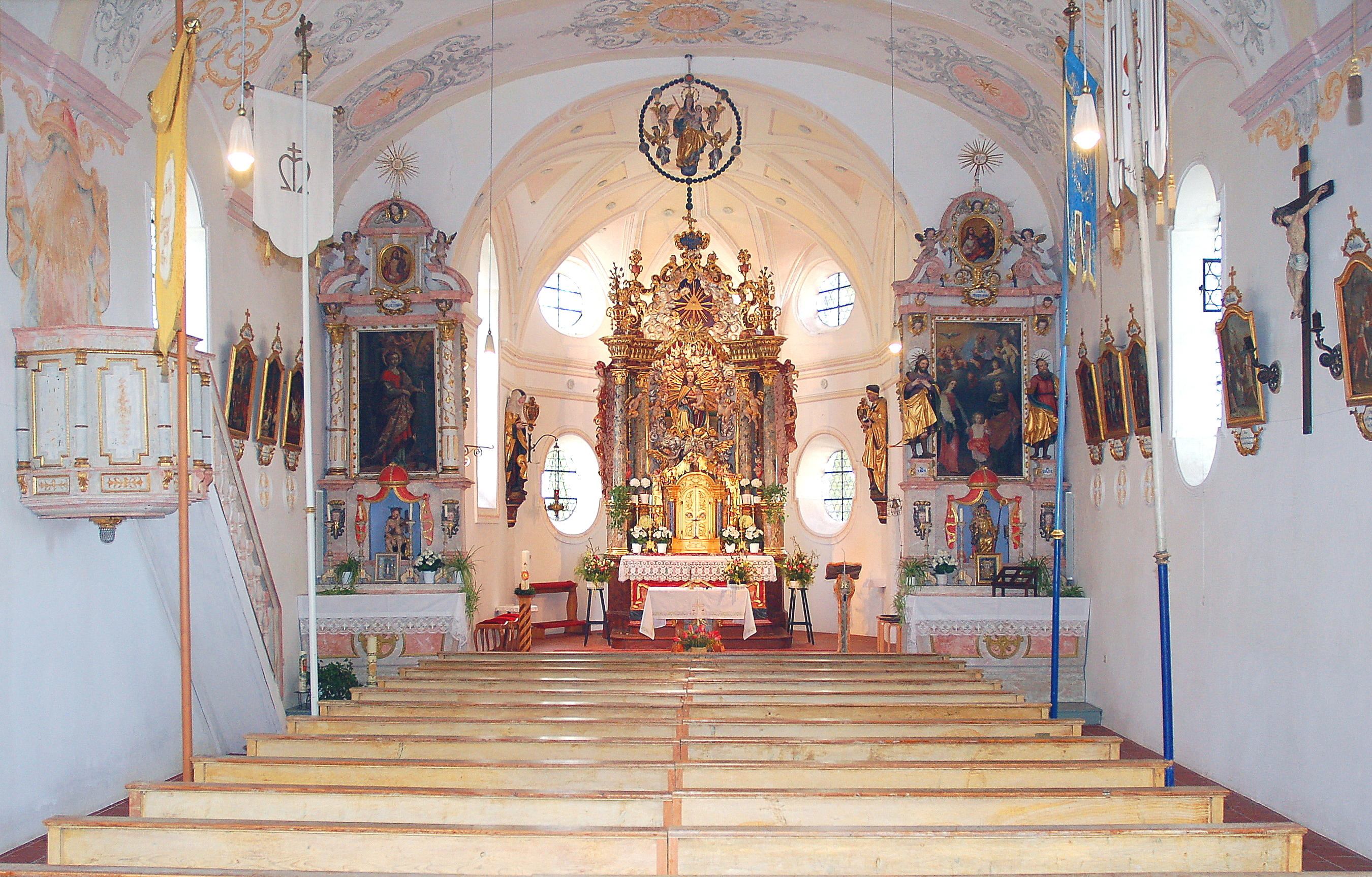
Innenansicht

Die römisch-katholische Filialkirche Unsere Liebe Frau steht in Untereberfing, einem Gemeindeteil von Eberfing im oberbayerischen Landkreis Weilheim-Schongau. Sie ist in der Liste der Baudenkmäler in Eberfing unter der Nr. D-1-90-120-2 eingetragen. Die Kirche gehört zum Dekanat Weilheim-Schongau des Bistums Augsburg.

## Beschreibung
Die barocke Saalkirche wurde 1653/54 anstelle einer Kapelle erbaut. Sie besteht aus dem Langhaus, dem eingezogenen, dreiseitig geschlossenen Chor im Osten und der Sakristei mit Oratorium im Obergeschoss an der Südwand des Chors. Über dem Chorschluss erhebt sich ein quadratischer Dachreiter mit einer Glockenhaube zwischen den Giebeln. Ein Vorbau mit geschweiftem Giebel vor dem westlichen Joch an der Südwand des Langhauses enthält das Portal. 
Das Langhaus ist mit einem Tonnengewölbe überspannt, der Chor mit einem Stichkappengewölbe. Ein Gemälde über die Himmelfahrt Mariens schuf 1922 Waldemar Kolmsperger der Jüngere. Der Hochaltar wurde 1722 aufgestellt. Sein Altarretabel wird beidseitig von je zwei Säulen flankiert. 